# Oktiabrski (Tuapsé)
Oktiabrski - Октябрьский (rus) és un possiólok del krai de Krasnodar, a Rússia. Es troba als vessants del Caucas occidental, a la capçalera del riu Pxix, a 31 km al nord de Tuapsé i a 85 km al sud de Krasnodar. Pertanyen a aquest municipi els khútors d'Altubinal i Pàporotni i els pobles de Goitkh, Gunaika Pérvaia, Gunaika Txetviórtaia i Terziian.